# Мошав-шітуфі
Мошав-шітуфі (івр. מושב שיתופי , букв. «колективний мошав», мн. «мошавім шітуфі'ім») — це тип кооперативного ізраїльського села, організаційні принципи якого ставлять його між кібуцом і мошавом за рівнем кооперації.

## Ідеологія
Класичний мошав (формально відомий як «мошав-овдім» або «робітничий мошав») — це кооператив на рівні села, який опікується сільськогосподарськими послугами (такими як маркетинг, постачання та кредит) для своїх членів, у той час як усі виробничі та споживчі операції здійснюються на рівні сімей та домогосподарств. Класичний кібуц — це виробничий кооператив на рівні села, у якому всі рішення щодо виробництва, споживання та обслуговування приймаються колективно. Мошав-шітуфі є проміжною формою, в якій виробництво та послуги здійснюються колективно, а рішення щодо споживання залишаються відповідальністю домогосподарств. Учасники такого поселення займаються сільським господарством і промисловістю, а також працюють за різними професіями за межами громади, вносячи свою зарплату в колектив.

## Історія
Перший мошав-шітуфі, Кфар Хіттім у Нижній Галілеї, був створений у 1936 році. Мошави-шітуфі ніколи не були такими поширеними, як мошави чи кібуци. Так, на кінець 2006 року в Ізраїлі було 40 таких кооперативних сіл, у порівнянні з 400 мошавами і майже 300 кібуцами. Населення в мошавах-шітуфі становить близько 18 000 осіб, у порівнянні з 350 000 у мошавах і кібуцах разом узятих. В історії кооперативного землеробства в Ізраїлі було багато випадків, коли кібуц або мошав реорганізувалися в мошав-шітуфі, і навпаки. Наприклад, Моледет, другий мошав-шітуфі, створений в Ізраїлі, був заснований у 1937 році як кібуц, а потім реорганізований у 1944 році як мошав-шітуфі Бней Бріт (названий на честь організації «Бнай Бріт» у Сполучених Штатах), повернувшись до початкової назви «Моледет» у 1957 році.

## Виноски
1. ↑  Pinhas Zusman, Individual Behavior and Social Choice in a Cooperative Settlement, Magnes Press, Jerusalem, 1988.
2. ↑  Statistical Abstract of Israel [Архівовано 23 лютого 2011 у Wayback Machine.], Central Bureau of Statistics, Jerusalem, 2007.